# Peter Fasol

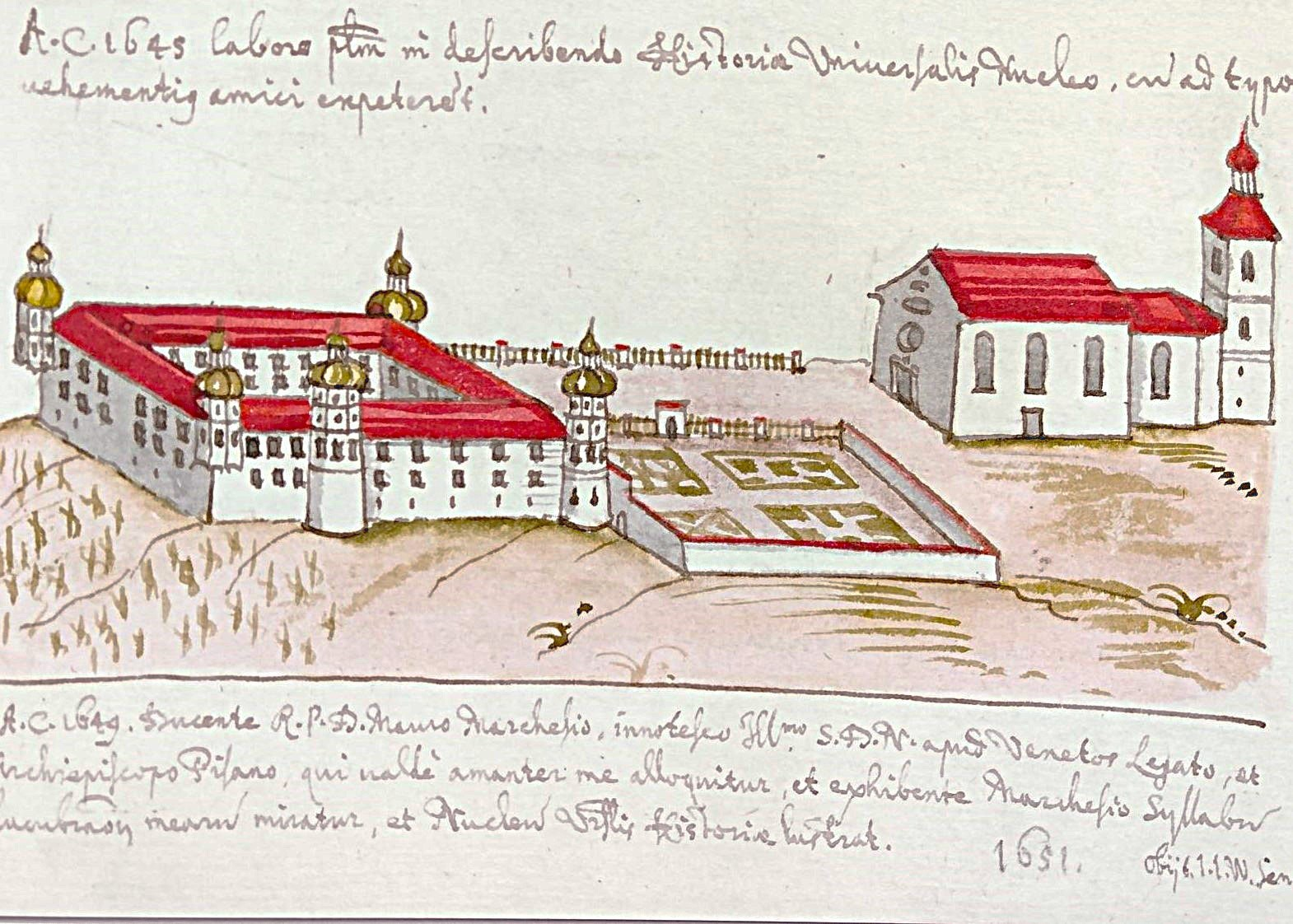
Zeichnung Schloss und Kirche St. Martin, 1651 nach Abschluss der Bauarbeiten

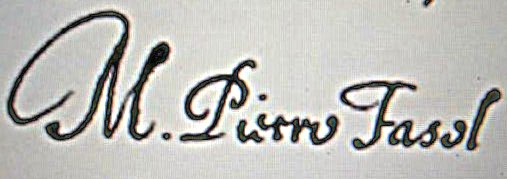
Unterschrift Hofbaumeister Pietro Fasol um 1650

Peter Fasol, auch Pietro Vasalio, Pietro Vassalli, Peter Fasoll, Peter Vasol (* Riva San Vitale; † 25. März 1657 in Graz), war ein Hofbaumeister und Architekt.

## Leben
Seit der Mitte des 16. Jahrhunderts war das Grazer Bauwesen stark von italienisch-schweizerischen Fachleuten, Maurern, Steinmetzen, Baumeistern und Architekten geprägt. Ein zugewanderter Steinhauer Antonio Vasalio war schon am 2. Jänner 1614 als Anthoni Fasall hier bestattet worden. Der Maurer Gallen Vasalio, ein Baumeister integrierte sich, seine Söhne Hans und Peter heirateten beide 1628 in Graz.

### Familie
Der Maurergeselle Peter Fasoll heiratete in Graz am 19. November 1628 die Maurerstochter Catharina Katanin. Trauzeugen waren Archangelo Carlone, Pietro Valnegro und Domenico Gianolo. Sohn Simon wurde am 14. Oktober 1629 geboren, die Paten waren Simon Valnegro und Barbara Kheplerin.
Nach seinem Tod berichteten die Testamentsvollstrecker Franz Isidor Carlone und Carl Gianolo 1657 im „Handwerk“, dass der „Verewigte“ 100 Gedächtnismessen gestiftet hat.

### Bruder Hans Fasol
- Bereits am 7. Mai 1628 hatte sein Bruder Hans Fasoll, Steinmetzmeister, die Tochter Katharina des Maurermeisters Archangelo Kar1on geheiratet. Die Brüder arbeiteten bei einigen Baustellen zusammen. Er starb am 6. Jänner 1642, nach dem Tod seiner Ehefrau am 25. April 1640 gestaltete er einen figürlichen Epitaph, der noch an der Fassade von St. Andrä erhalten ist.

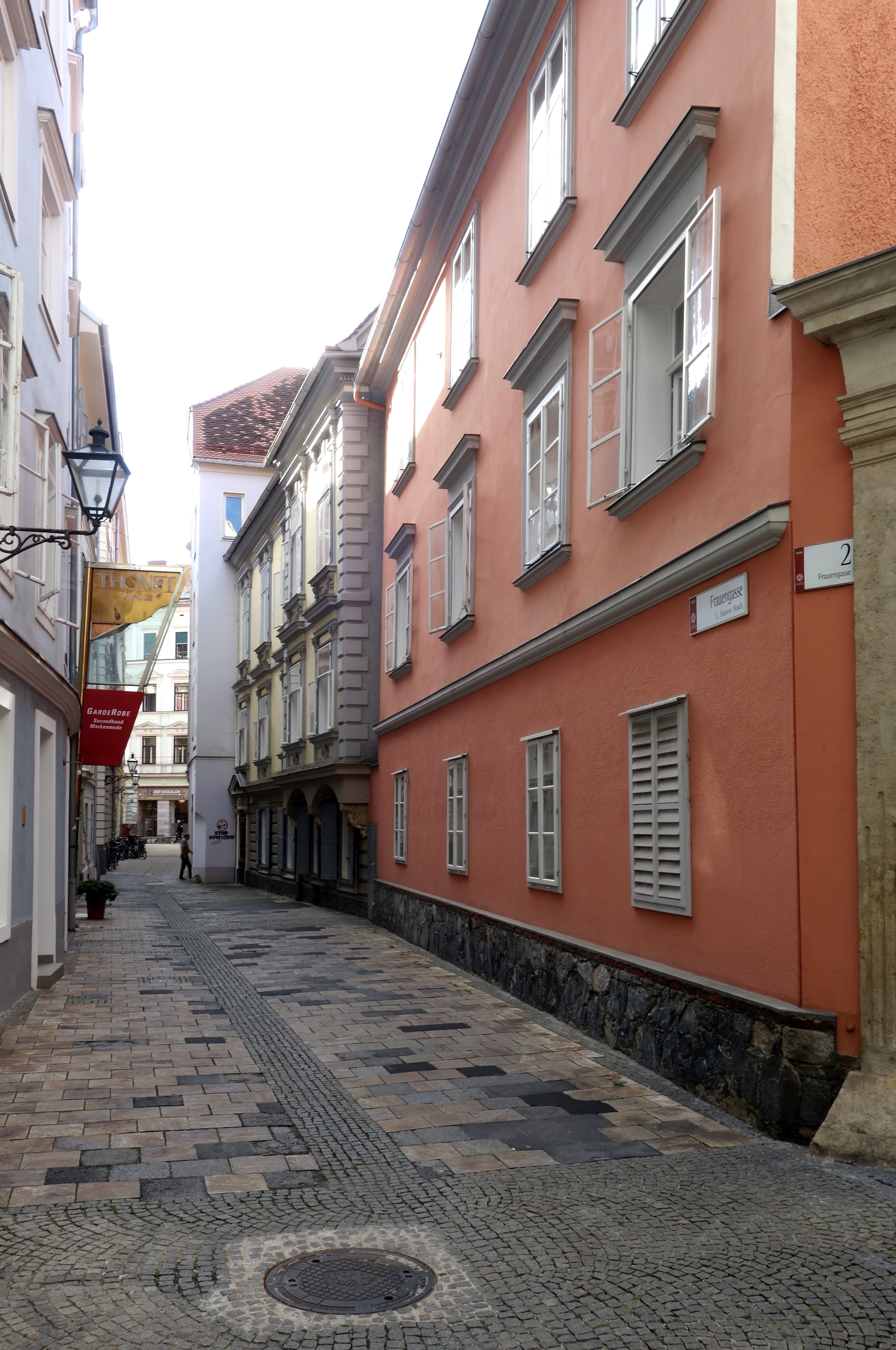
Frauen– ehem. Judengasse

### Grazer Maurer- und Steinmetzhandwerk und Hofdienst
Die Grazer Meisterschaft bekam Peter Fasol am 18. August 1629 zugesprochen, als Taufpate wird er 1646 Grazer Bürger und Stadtmeister genannt. Er kann als wohlhabender Meister betrachtet werden, 1642 erwarb er sein eigenes Haus in der Judengasse.
Das Handwerk wählte jährlich neue Zechmeister, 1644 die Maurer Peter Vasal und Candid Ju1iani sowie den Steinmetz Franz Thurin. Dem Maurergesellen Franz Isidor Carlone wurde am 1. Jänner 1646 sein Ansuchen um die Meisterschaft bewilligt. Die Prüfungskommissäre waren die Meister Peter Vasall, Candid Juliani und der Steinmetz Carolo Gianolo, der Geselle legte sein Modell vor, sie befanden es für gerecht und gut.
Den Hofdienst verdankte Peter Fasol seinen Bauten für das Stift Admontt: 1636 Admonterhof, ab 1638 Schloss St. Martin. Am 5. April 1639 erhielt er die Hofbaupolierstelle, wurde zu Treue und Fleiß zum Landesherrn ermahnt, man überreichte die „gewöndlichen“ 100 fl Jahressold.
Bei der Todeseintragung seines Lehrjungen Tischner aus Kärnten 1648 ist zu lesen „Hof Baumeister des Maurerhandtwerks alhie“, als Hofbaumeister ist er auch 1657 zu St. Andrä bestattet worden.

## Werke in Slowenien
- Schloss Oberpettau – Ptuj

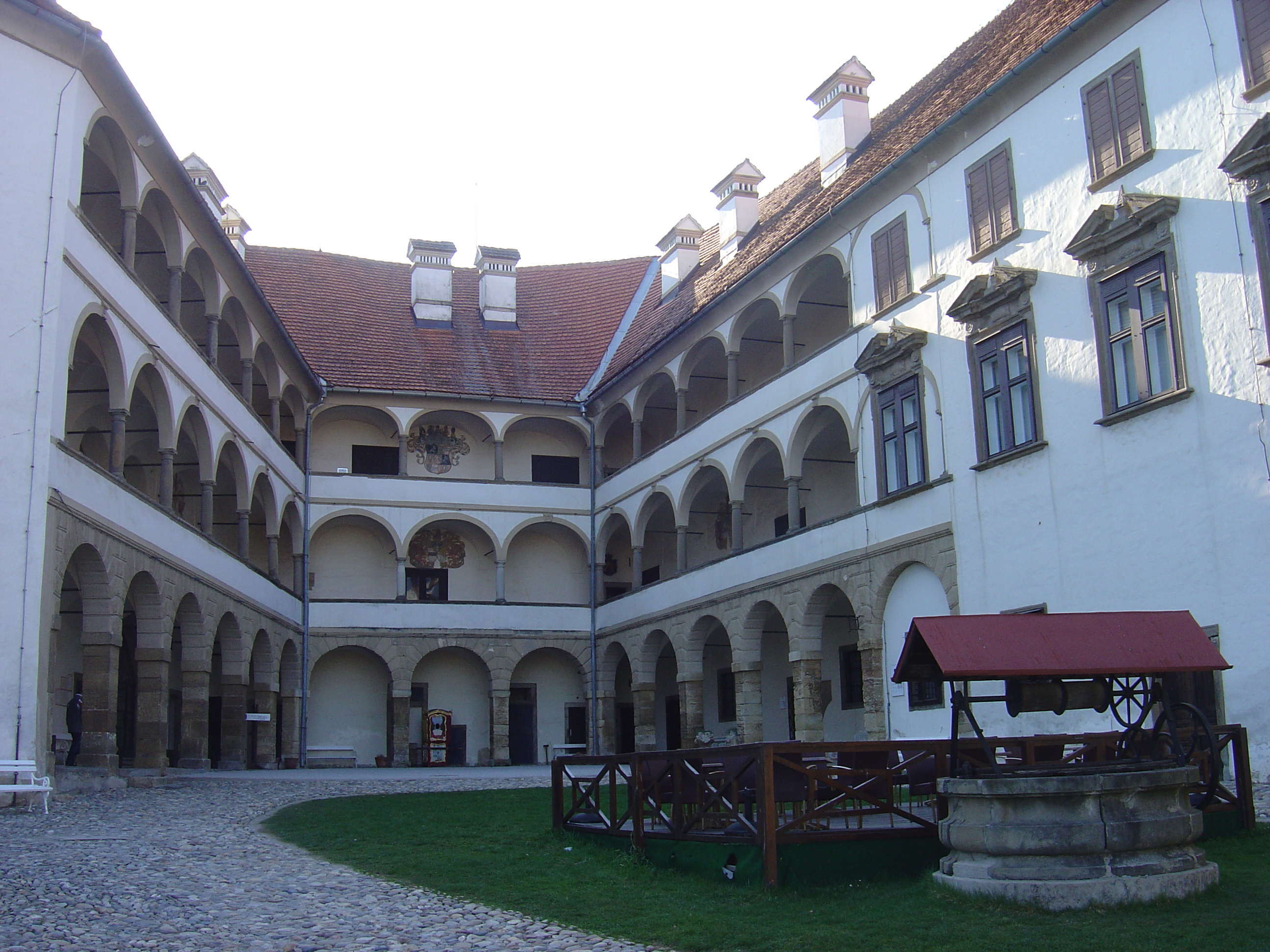
Schloss Oberpettau – Ptuj

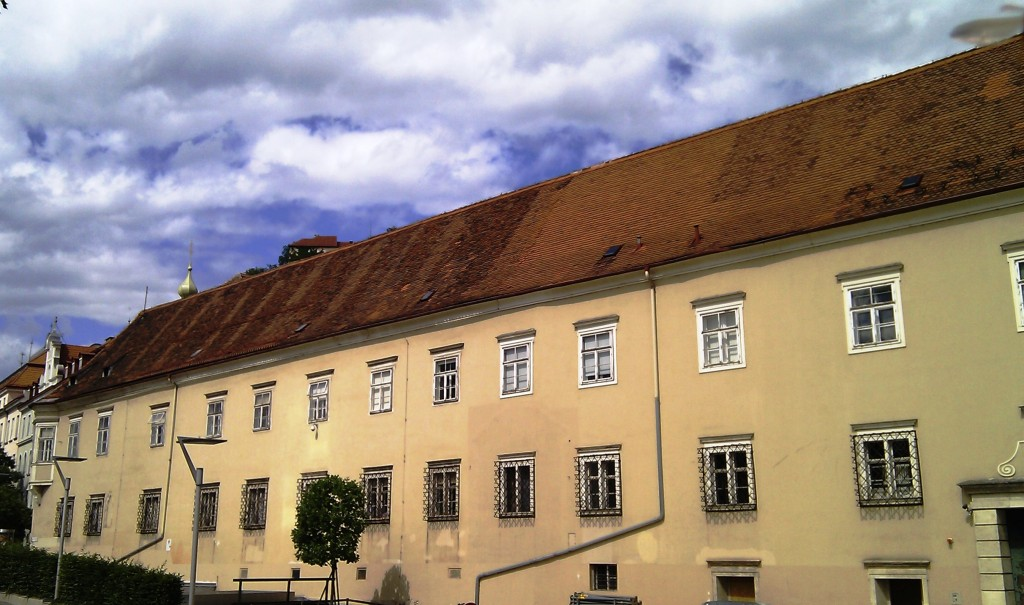
Admonterhof, 1636 um ein Stockwerk erhöht

Der Innenhof von Schloss Oberpettau ist italienisch inspiriert. Auch mehrere Mitglieder der Familie Vassalli aus Riva San Vitale waren dort tätig. Um 1624 arbeitete dort Baumeister Francesco Barberini, 1630 ist Pietro Vasalio dokumentiert.

## Werke in Graz
- Admonterhof

Beim Admonterhof erfolgten große Umbauten Mitte des 16. Jahrhunderts. Der Westflügel wurde 1555/59 von Domenico dell’Allio auf der Stadtmauer errichtet. Abt Urban Weber beauftragte Architekt Peter Fasol 1636 den westlichen Trakt um ein Stockwerk zu erhöhen, und mit Polygonalerker auszustatten.
- Schloss St. Martin

Seine heutige Gestalt erhielt das Schloss 1638 unter dem Abt Urban Weber. Baumeister Peter Vasol (Fasoll) plante und leitete den großzügigen Umbau. Steinmetzmeister Hans Fasol, der Bruder, war Miterbauer des Schlosses St. Martin. Ein Bauvertrag, die Pläne sind im Admonter Stiftsarchiv erhalten, dokumentiert dies.

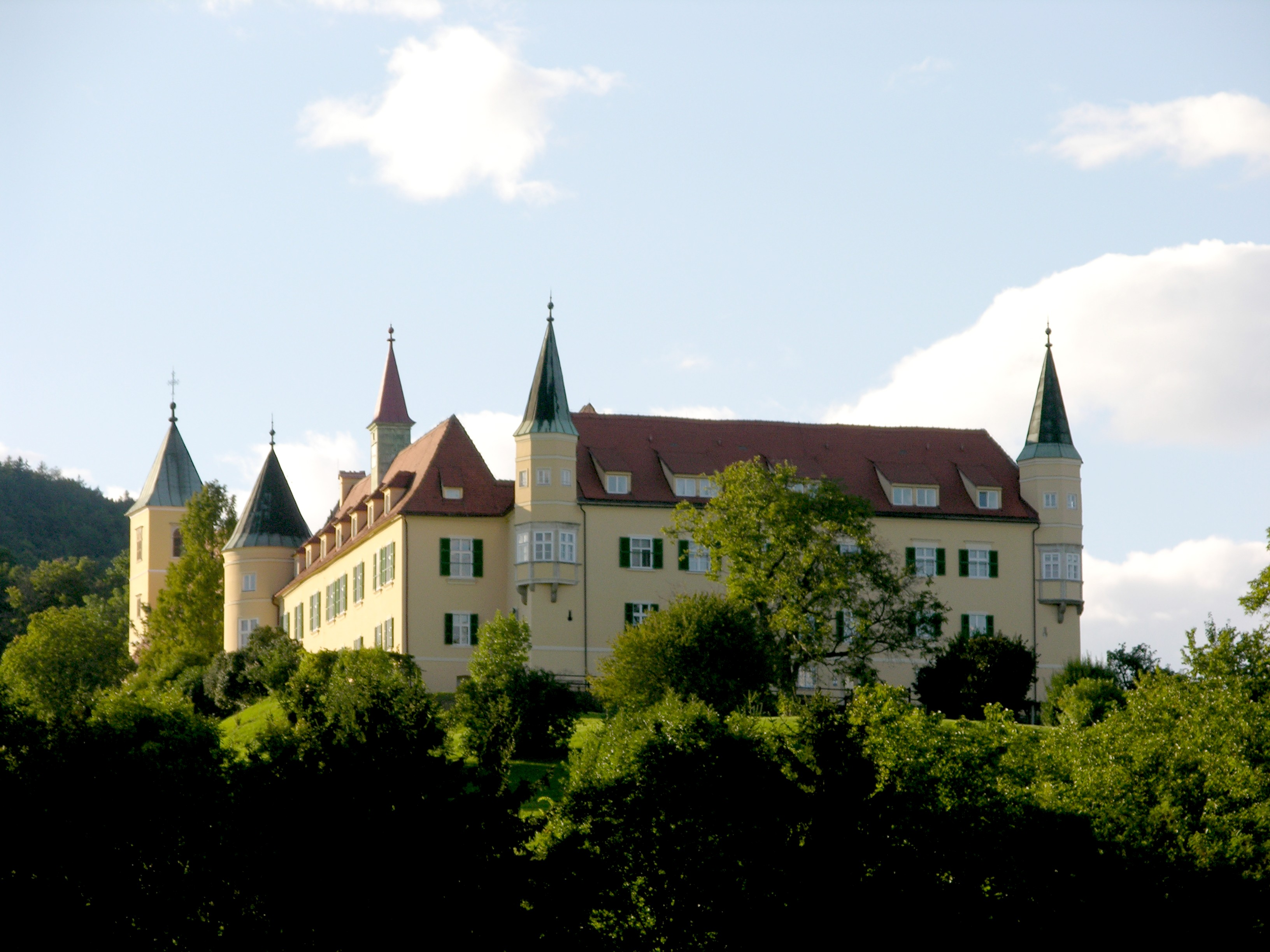
Schloss St. Martin
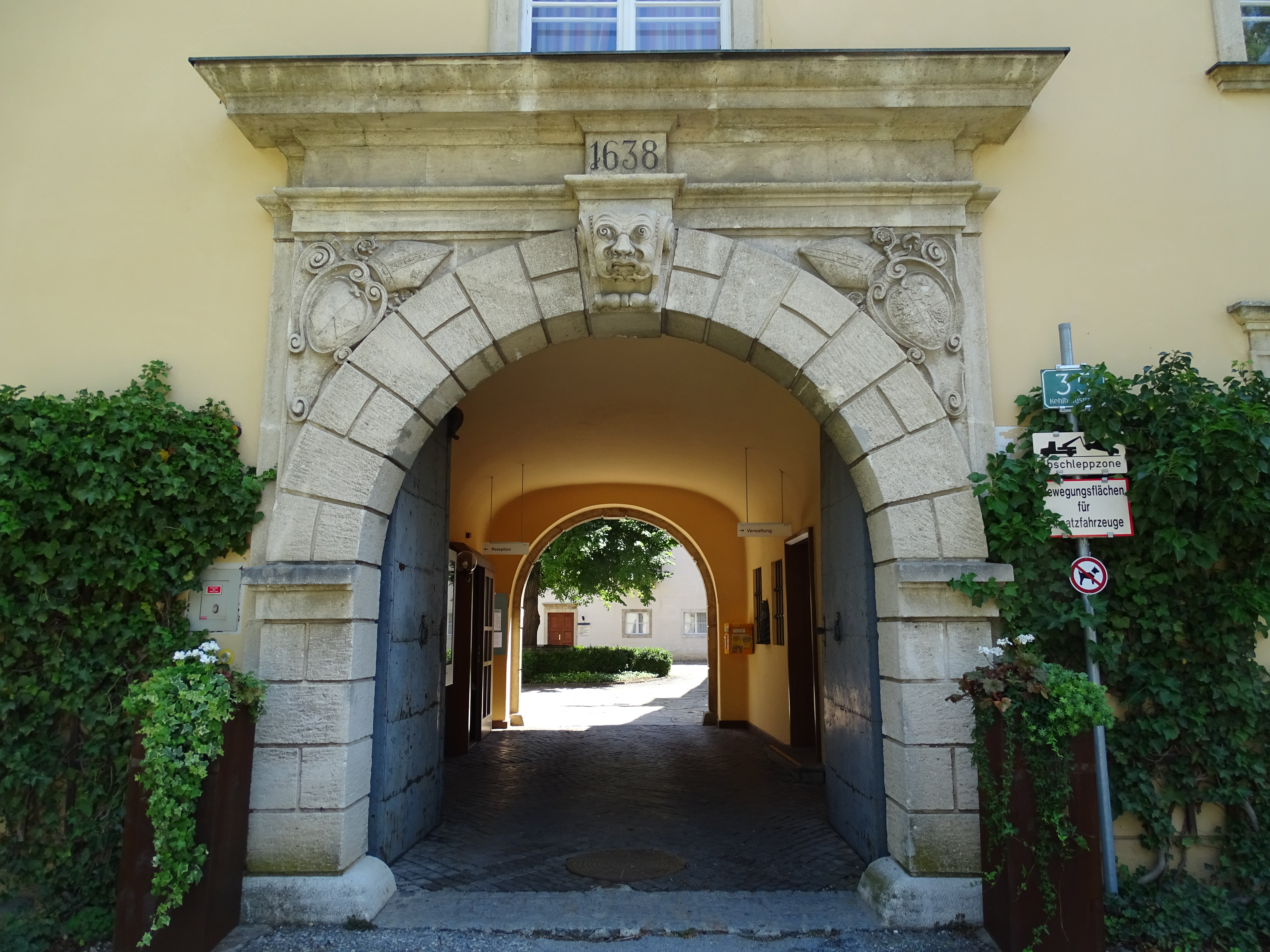
Schlossportal 1638
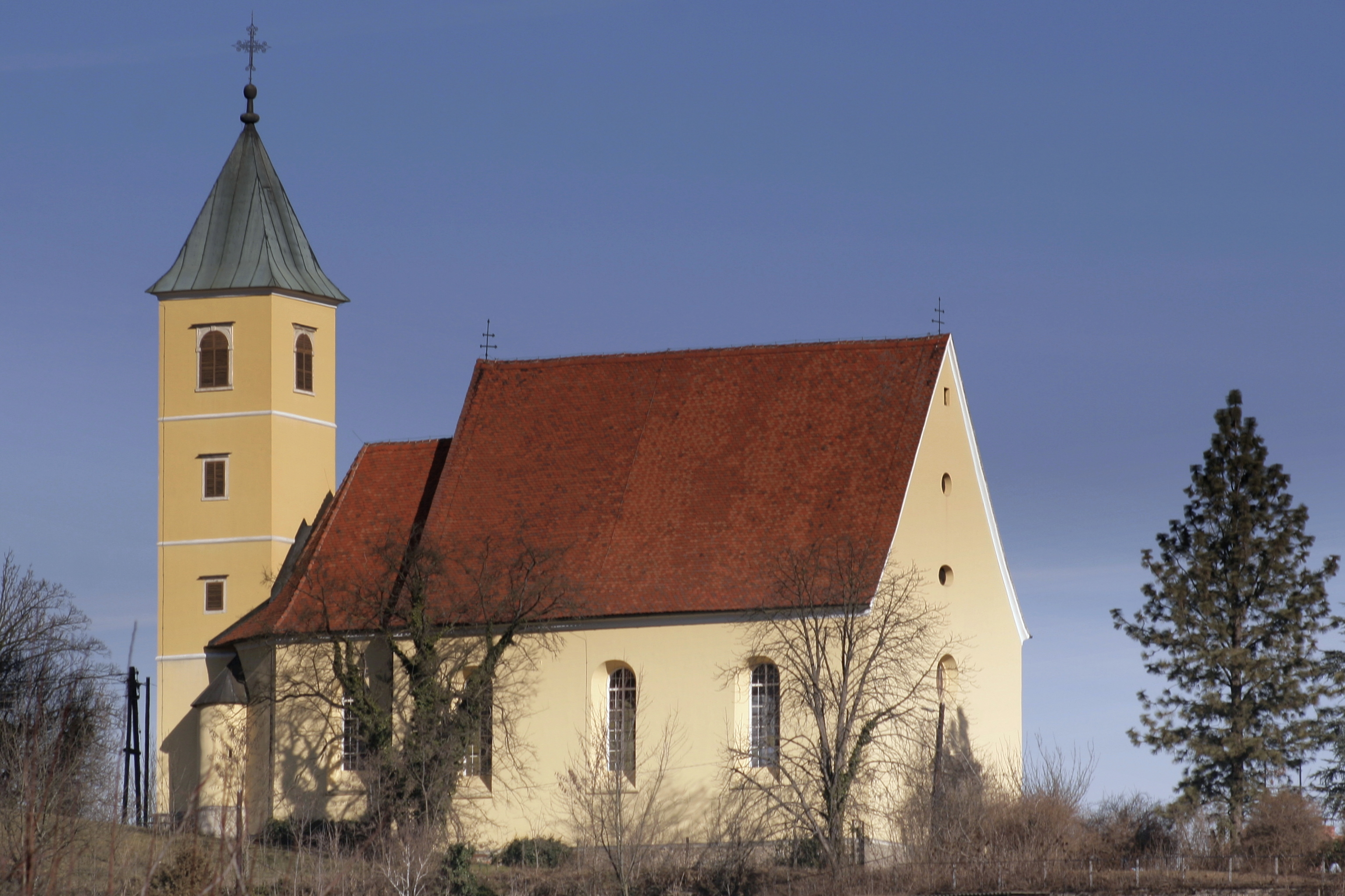
Schlosskirche St. Martin
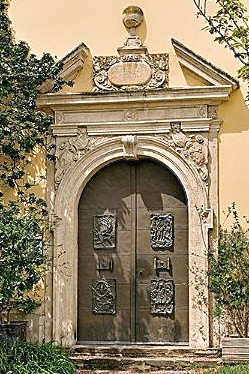
1642 Portal Hans Fasol

- Schlosskirche St. Martin

Von der Kirche steht im Vertrage nichts, am Portal die Jahreszahl 1642, am Gewölbe das Abtwappen. Die beiden Fasol haben sie gebaut – oder vollendet. Bereits 1620 hatte man den Bau einer neuen Kirche geplant, und 1622 wurde das Heiligtum bei St. Martin geweiht, schon Baumeister Bartolomeo di Bosio arbeitete dort und erhielt von 1622 bis 1631 in vier Posten 345 fl.
- Torhaus beim Stadttor Neutor

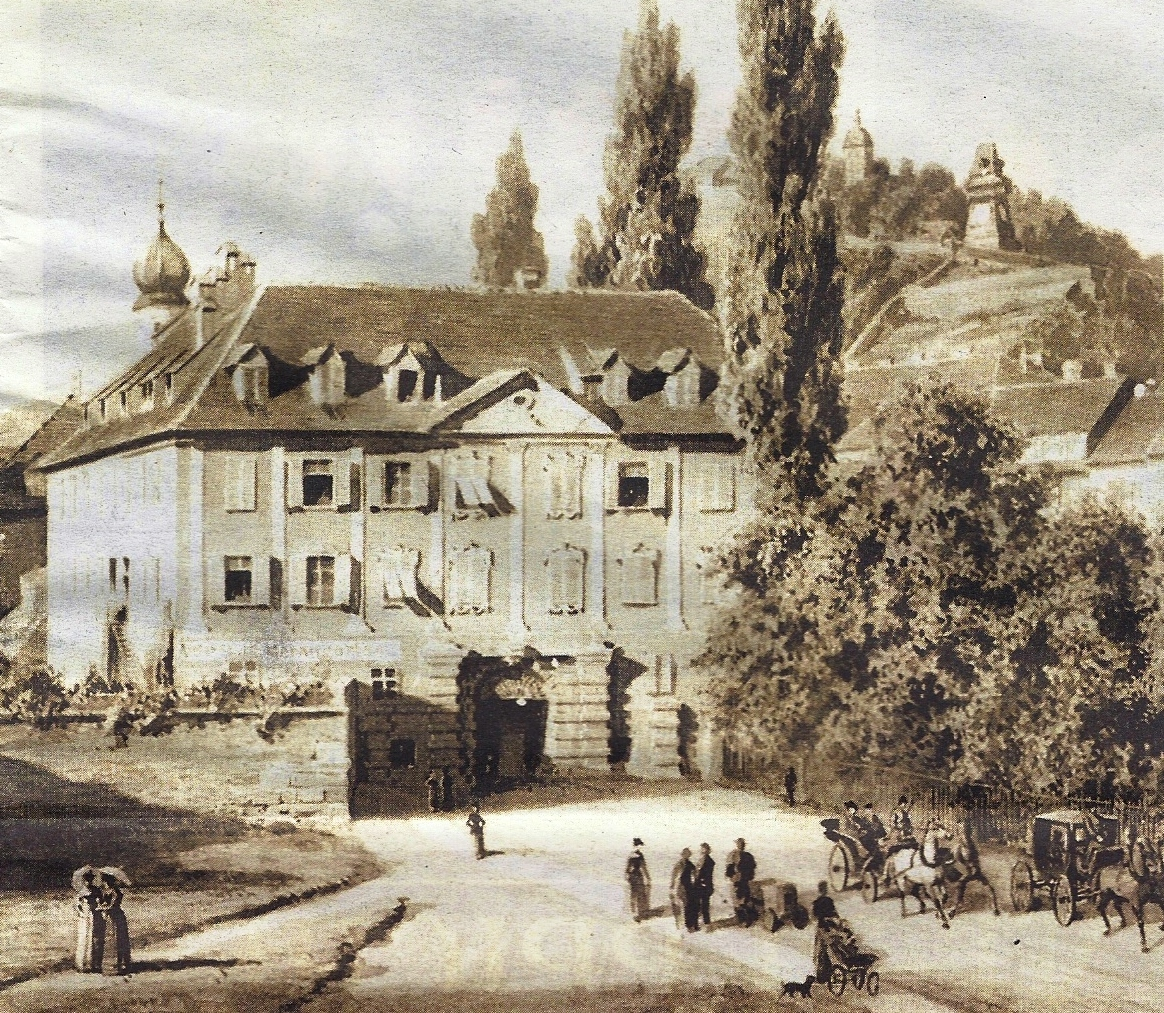
Torhaus des Neutores, ab 1620, 1883 abgerissen

Das Neutor wurde 1620 einfach errichtet, 1641 erfolgte ein großzügiger Ausbau. Architekt Fasol erweiterte das „Statt Gepey“ (Torhaus): Die Abrechnung dieses Jahres ergab 4.830 fl, wovon Meister Peter „Fassol“ 789 fl, Steinhauermeister Hans Mamolo 470 fl erhielt.